# Theonina cornix
Theonina cornix là một loài nhện trong họ Linyphiidae.
Loài này thuộc chi Theonina. Theonina cornix được Eugène Simon miêu tả năm 1881.